# Pembroke (Észak-Karolina)
Pembroke város az USA Észak-Karolina államában, Robeson megyében. Lakosainak száma 2823 fő (2020. április 1.).

## Népesség
A település népességének változása:
| Lakosok száma | 258  | 2973 | 2823 |
|               | 1910 | 2010 | 2020 |